# Muntiacus putaoensis
Muntiacus putaoensis är ett hjortdjur i släktet muntjaker som förekommer i södra Asien. Artepitet i det vetenskapliga namnet syftar på fyndplatsen av de första exemplaren som ligger nära staden Putao i norra Myanmar.

## Utseende
Vuxna exemplar är ungefär 80 cm långa (huvud och bål), har en mankhöjd av cirka 50 cm, en svanslängd av ungefär 10 cm och en genomsnittlig vikt av 12 kg. Arten är så en av de minsta medlemmar i släktet muntjaker. De små och avrundade öronen är ofta skadade. Som hos indisk muntjak är pälsfärgen på ovansidan gulröd med mörkare områden på extremiteternas framsida. På bålens undersida förekommer vitaktig päls. Huvudet kännetecknas av flera mörka fläckar i ansiktet och av en tofs på hjässan. Bredvid denna grundfärg förekommer många variationer beroende på population, individens ålder och tidpunkten på året. Till exempel har honor under våren och sommaren en mörk pälsfärg. Hos ungar är pälsfärgen kastanjebrun utan ljusa punkter vad som skiljer de från ungar av Muntiacus reevesi. Hannar har 1 till 6 cm långa horn som sitter på stora knölar. Liksom hos andra släktmedlemmar är de övre hörntänderna förstorade.

## Utbredning
Muntiacus putaoensis förekommer i norra Myanmar och i angränsande områden av Indien. Kanske når den även angränsande regioner av Kina. Individerna vistas i områden som ligger 700 till 1220 meter över havet. Habitatet utgörs av skogar.

## Ekologi
Arten delar reviret med indisk muntjak och den ersätts i högre trakter av Muntiacus gongshanensis. Individerna lever ensam när honan inte är brunstig. Nära släktingar är dagaktiva och Muntiacus putaoensis har antagligen samma beteende. De skadade öronen tyder på att exemplaren är aggressiva mot varandra. Födan utgörs av frukter som hamnade på marken och av olika andra växtdelar.

## Muntiacus putaoensisoch människor
Jägare transporterar skjutna exemplar i ett stort blad av en växt från släktet Phrynium. Arten fick därför på engelska trivialnamnet "leaf deer".
Beståndet hotas av jakt, av intensivt skogsbruk och av skogsavverkningar. Det är inte utrett hur Muntiacus putaoensis kan tåla dessa hot. Nära besläktade muntjaker har ganska bra anpassningsförmåga till landskapsförändringar. Kanske har Muntiacus putaoensis en större utbredning än hittills känd. IUCN listar arten med kunskapsbrist (DD).